# Procès de Louis XVI
Le procès de Louis XVI, en décembre 1792 et janvier 1793, consiste dans la comparution (10-26 décembre) devant la Convention nationale érigée en tribunal exceptionnel de l'homme qui a été « roi de France et de Navarre » de mai 1774 à septembre 1791, puis « roi des Français » de septembre 1791 à septembre 1792. Cette comparution est suivie en janvier 1793 des débats à la Convention, puis, à partir du 15, par le vote (nominal et public) sur le verdict, qui aboutit à la condamnation à mort, prononcée le 19 janvier.
Emprisonné depuis la journée du 10 août 1792, Louis XVI a été déchu de ses titres et fonctions le 21 septembre 1792, date de l'abolition de la royauté en France et de l'avènement de la Première République. Réduit à l'état de simple citoyen, il est officiellement appelé « Louis Capet », en référence à son lointain ancêtre Hugues Capet.
Assez vite se pose à la Convention nationale, assemblée constituante élue en septembre 1792, la question du destin du roi déchu, enjeu de politique intérieure mais aussi de politiques étrangère (une condamnation à mort signifiant une rupture symbolique grave avec les autres pays d'Europe). Au terme d'un débat entre Girondins et Montagnards, ceux-ci, notamment Saint-Just, imposent la tenue d'un procès devant la Convention.
Louis doit répondre des accusations de trahison et de conspiration contre l'État, notamment du fait de la découverte de documents compromettants dans l'« armoire de fer » le 20 novembre 1792.
Il est défendu par les avocats Chrétien Guillaume de Lamoignon de Malesherbes, François Denis Tronchet et Raymond de Sèze.
Commencée le 10 décembre, la comparution prend fin avec la plaidoirie de Raymond de Sèze (26 décembre). Au cours du mois de janvier 1793, les députés débattent, puis, à partir du 15, sont invités un par un à exprimer leur choix et à l'expliquer. La condamnation à mort, voulue par la Montagne, l'emporte (de peu : 366 voix contre 321 pour la détention et 34 pour la mort « avec sursis »), la Plaine (notamment Barère) se ralliant à Robespierre contre les Girondins. Louis est donc guillotiné le matin du 21 janvier 1793.
Le procès de Louis XVI est prolongé  en octobre 1793 par le procès de son épouse Marie-Antoinette, devant le Tribunal révolutionnaire. Elle aussi est condamnée à mort et exécutée.

## Contexte

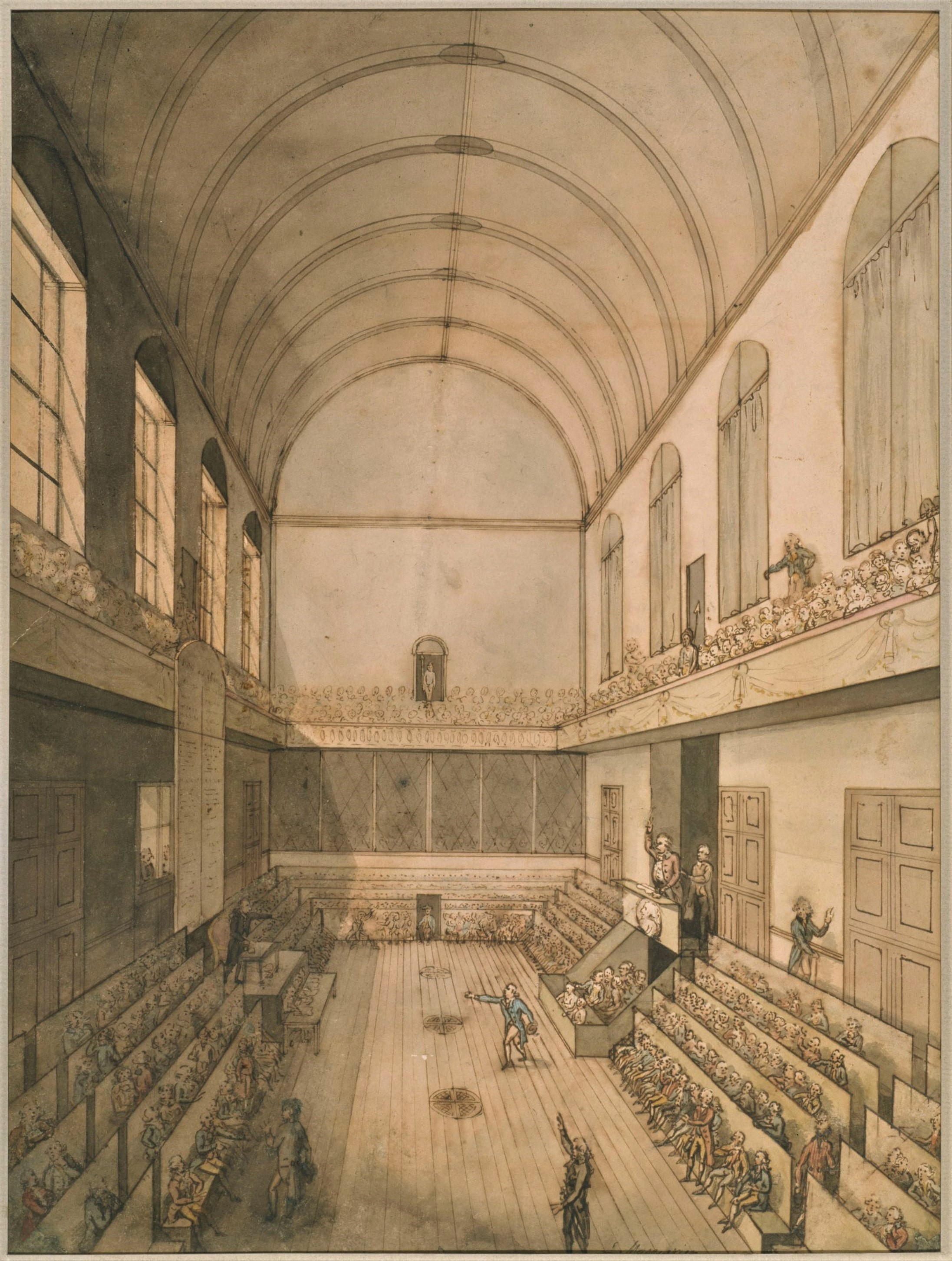
La salle du manège sous la Révolution.

Le procès de Louis XVI est un épisode important de l'histoire de la Révolution française, résultant de l'échec de la monarchie constitutionnelle, qui s'effondre le 10 août 1792, puis des conflits entre factions républicaines au sein de l'assemblée élue en septembre, la Convention, mais aussi du conflit entre la Convention et la Commune insurrectionnelle de Paris, dominée par les sans-culottes.

### L'échec de la monarchie constitutionnelle

#### Les problèmes politiques du nouveau régime jusqu'à la fuite du roi (juin 1791)
Le 9 juillet 1789, Louis XVI reconnaît l'« Assemblée nationale » proclamée unilatéralement le 17 juin par les députés du Tiers état aux États généraux comme Assemblée nationale constituante.
Dès lors, le pouvoir politique réel est exercé par cette assemblée, ce qui est la source de tensions entre l'assemblée et le roi, entre le roi et les révolutionnaires parisiens, les sans-culottes, et entre l'assemblée et les sans-culottes.
Le premier incident grave est les journées d'octobre 1789, qui aboutissent au retour de la famille royale à Paris (au palais des Tuileries) mais aussi de l'Assemblée (salle du Manège).
Les constituants n'arrivent pas à stabiliser la révolution : en choisissant de donner au roi le droit de veto et en instaurant le suffrage censitaire, ils créent deux sources majeures de conflit avec les sans-culottes, appuyés par une fraction minoritaire des députés.
Il en résulte une insécurité générale, qui provoque l'émigration de nombreux nobles, notamment les frères du roi. En juin 1791 c'est le roi lui-même qui décide de quitter (clandestinement) les Tuileries pour se réfugier en province, voire à l'étranger. Cette tentative d'évasion échoue à Varennes-en-Argonne où le roi est arrêté par les autorités municipales, puis remis aux soldats envoyés par La Fayette, commandant en chef de la Garde nationale. Le retour à Paris marque le discrédit dans lequel Louis XVI se trouve désormais.
L'Assemblée décide néanmoins de le maintenir sur le trône.

#### Dégradation de la situation dejuin 1791àjuillet 1792
Désormais, le conflit oppose la gauche devenue républicaine (les Jacobins, alliés aux sans-culottes parisiens), et le roi soutenu (sans enthousiasme) par les partisans de la monarchie constitutionnelle (La Fayette et Bailly, maire de Paris).
La journée du 17 juillet 1791 semble marquer la victoire de l'Assemblée : après la fusillade du Champ-de-Mars, toute la gauche (Robespierre, Marat, Santerre, etc.) est traquée et obligée de se cacher pour échapper à l'arrestation.
L'Assemblée constituante poursuit ses travaux : en septembre, la constitution est promulguée et l'Assemblée législative élue. Une amnistie est décrétée pour les événements du 17 juillet.
Les conflits politiques entre royalistes, monarchistes constitutionnels et républicains aboutissent à une décision unanime (sauf de la part de Robespierre) qui va être fatale : en avril 1792, l'Assemblée vote l'entrée en guerre de la France contre « le roi de Bohême et de Hongrie », c'est-à-dire l'empereur (chef du Saint-Empire) François II, neveu de la reine Marie-Antoinette, à la tête des États patrimoniaux de la maison de Habsbourg, couramment appelés : « l'Autriche ».
Les débuts de la guerre sont mauvais pour la France, l'armée étant désorganisée par l'émigration des officiers nobles, mais il en résulte une montée de la colère des sans-culottes parisiens contre le roi considéré comme un traître et contre la reine appelée « l'Autrichienne ».
Le 20 juin, le palais des Tuileries est envahi par des émeutiers, qui finissent cependant par se retirer.
La situation devient très critique fin juillet : l'armée prussienne (Brunswick), alliés aux Autrichiens, avance vers Paris ; Brunswick lance une proclamation célèbre menaçant la ville de destruction. Mais simultanément a lieu une mobilisation importante de volontaires qui s'engagent pour aller défendre « la Patrie en danger ».
La gauche lance alors un processus insurrectionnel, voulant profiter du passage de centaines de volontaires par Paris, pour mettre fin à la royauté.

### Les débuts de la république

#### La journée du 10 août 1792
La journée décisive est celle du 10 août 1792, avec cette fois une attaque en règle menée par des gardes nationaux et des bataillons de volontaires. Louis XVI et sa famille peuvent se réfugier dans la salle où siège l'Assemblée législative sous la protection du président Vergniaud. Mais au terme de la Constitution, l'Assemblée ne peut siéger en présence du roi. Un expédient est trouvé en plaçant la famille royale dans la loge du logographe donnant sur la salle, un refuge pour passer les nuits étant trouvé dans les ancienne cellules du couvent des Feuillants situé dans l'enceinte du corps législatif. Dans un dénuement extrême, au soir du 10 août, la famille et quelques fidèles s'installent tant bien que mal dans quatre petites chambres, tandis que la séance se poursuit jusqu'à trois heures du matin. Dès le 11 août à six heures du matin, ils sont ramenés dans la loge du logographe où ils passeront au total trois journées dans une chaleur étouffante, subissant « les péroraisons des orateurs s'égosillant à la barre, les crépitements des applaudissements, les cris houleux des tribunes ».
Les insurgés prennent le pouvoir à Paris en installant une Commune insurrectionnelle à l'Hôtel de Ville. La garde nationale de Paris est placée sous le commandement d'Antoine Joseph Santerre.
Face à cette situation, l'Assemblée décrète sur proposition de Vergniaud, non pas la déchéance du roi réclamée par les insurgés, mais la suspension de ses fonctions, ce qui évitait provisoirement le problème de la régence.

#### Incarcération de la famille royale au Temple
L'opposition entre l'Assemblée et la Commune insurrectionnelle se cristallise très vite sur la question du lieu de séjour de la famille royale, le palais des Tuileries étant inhabitable à la suite de la journée du 10 août. Il est à noter qu'aucune décision formelle n'est prise relativement aux statut des membres de la famille, qui vont rapidement se trouver traités comme des prisonniers, sous le contrôle de la Commune de Paris.
En effet, l'Assemblée cède aux exigences de la Commune[réf. nécessaire], représentée par son procureur-syndic Pierre-Louis Manuel (1751-1793), qui est aussi député de la Seine, et accepte leur transfert dans l'enclos du Temple où l'hôtel du prieur pourrait constituer un logement digne des hôtes royaux[réf. nécessaire]. Ce faisant, elle « livre le roi à ses pires ennemis » (Jean-Christian Petitfils). La Commune de Paris est en effet positionnée beaucoup plus à gauche que la Convention.
Le transfert a lieu dans la soirée du 13 août. Les prisonniers sont d'abord installés provisoirement dans la petite tour du Temple, où rien n'est prêt pour les accueillir, en attendant que des travaux d'aménagement de la grande tour soient réalisés. L'entrepreneur chargé des travaux est le même que celui qui a été chargé de la démolition de la Bastille, Pierre-François Palloy,.
Ils sont placés sous la surveillance de la Garde nationale de Paris, commandée par Antoine Joseph Santerre (1757-1809), brasseur aisé, leader depuis 1791 des sans-culottes du faubourg Saint-Antoine.

#### Élection de la Convention et abolition de la monarchie (septembre 1792)
La Convention nationale, assemblée constituante remplaçant l'Assemblée législative, est formée à la suite d'élections tenues en septembre au suffrage universel masculin, et non plus au suffrage censitaire. Mais les élections sont marquées par un taux massif d'abstention, qui aboutit à une écrasante majorité de députés républicains, ce qui ne représente pas vraiment l'état de l'opinion dans le pays (Jean-Christian Petitfils).
L'assemblée est cependant divisée, avec deux courants de pensée principaux, les Girondins (Vergniaud, Condorcet, Brissot, Roland), déjà au pouvoir à la fin de la Législative, et les Montagnards (Robespierre, Danton, Marat, Desmoulins), proches du Club des jacobins et des insurgés du 10 août (ils ont participé à l'insurrection, notamment Danton). Parmi les Montagnards siège un cousin du roi, le « ci-devant » duc d'Orléans, devenu « Philippe-Égalité », dont le fils, Louis-Philippe, est général dans les armées de la Révolution.
De nombreux députés de province ne s'inscrivent cependant ni dans l'une ni dans l'autre des deux factions, formant ce qui est appelé la Plaine (notamment le député des Basses-Pyrénées, Barère). Ils forment une large majorité des députés, qui va être amenée à arbitrer entre les Girondins et les Montagnards (sous la surveillance de la Commune de Paris et du peuple des sans-culottes).
La Convention se réunit pour la première fois le 20 septembre 1792, jour où a lieu la bataille de Valmy, première victoire notable depuis le début de la guerre.
Le 21 septembre 1792, elle proclame l'abolition de la royauté, faisant de la France une république, à l'instar de la république des Provinces-Unies et de la république de Venise. Cette journée marque ainsi la fin de près de huit siècles de monarchie ininterrompue, la disparition de la  monarchie constitutionnelle instituée par la Constitution du 3 septembre 1791, et la naissance de la Première République, premier régime républicain de l'histoire de France. Ainsi, l'an I de la République (calendrier républicain) commence à cette date.
Louis (XVI) devient un simple citoyen, auquel est attribué le nom de « Capet », surnom du roi Hugues Capet (de 987 à 996), à l'origine de la dynastie des Capétiens, dont est issue la branche des Bourbons, régnant depuis 1589 (Henri IV).

## Préliminaires du procès

### Procédures parlementaires concernant le sort de «Louis Capet» (1eroctobre-7 novembre)
Le 1er octobre, la Convention crée une commission de 24 membres chargée de l'inventaire de l'énorme masse des documents (correspondances, mémoires, registres) trouvés lors de la prise des Tuileries. Elle est présidée par le Girondin Charles Barbaroux (député des Bouches-du-Rhône).
À la mi-octobre, la Convention nomme « une commission parlementaire chargée de faire un rapport sur l’opportunité et la légalité d’un procès ».
Un rapport est présenté le 6 novembre par Charles Dufriche-Valazé (député de l'Orne), mais il est trop confus, de sorte que Barbaroux demande un supplément d'instruction sur le fond du dossier.
Le 7 novembre, Jean-Baptiste Mailhe (Haute-Garonne) présente le rapport du comité de législation sur les aspects juridiques de la question. Il s'agit de répondre à deux questions :
- Louis Capet peut-il être jugé pour les crimes qu'on lui impute, commis alors qu'il bénéficiait d'une inviolabilité constitutionnelle ?
- Si oui, par qui ?

Le rapport conclut que
- « Louis XVI peut être jugé par la Convention nationale »
- « son inviolabilité constitutionnelle ne disparaît que devant la Nation toute entière. La Convention seule représente la Nation »[5].

### La découverte de l'«armoire de fer» (20 novembre)
Le 20 novembre 1792, les révolutionnaires[Qui ?] découvrent aux Tuileries un coffre-fort, dit « l'armoire de fer » : elle contient 625 documents révélant le double jeu de l'ancien roi, dont les plus accablants prouvent une correspondance de Louis XVI et de l'ancienne reine Marie-Antoinette avec l'empereur François II.

### Décision de juger le roi et acte d'accusation (3-10 décembre)
Le 3 décembre 1792, la Convention décide que Louis XVI sera jugé par elle-même,. Le 5 décembre, Maximilien de Robespierre s'oppose violemment à cette décision et réclame une mise à mort immédiate et sans procès.
Le Rapport sur les crimes imputés à Louis Capet est présenté aux députés le 10 décembre 1792 : il énonce trente-trois chefs d'accusation.

## Le procès

### Séance du 11 décembre 1792

#### Ouverture du procès
C’est Bertrand Barère qui préside l'assemblée ce jour-là.
L'accusé fait son entrée dans la salle de la Convention nationale. Barère lui dit d'abord :
« Louis, la Nation française vous accuse, l’Assemblée nationale a décrété, le 3 décembre, que vous seriez jugé par elle ; le 6 décembre, elle a décrété que vous seriez traduit à sa barre. On va vous lire l’acte énonciatif des délits qui vous sont imputés […] Vous pouvez vous asseoir. »
Louis s'assied dans le fauteuil où il a accepté la Constitution de septembre 1791.

#### Les principaux chefs d’accusation
Barère fait lire par un secrétaire[Qui ?] l’acte d’accusation, rédigé sur la base du Rapport sur les crimes imputés à Louis Capet de  Robert Lindet[pas clair].
Parmi les trente-trois chefs d’accusation, on peut retenir :
- 1. Avoir tenté de dissoudre l'Assemblée nationale[10] le 20 juin 1789 ;
- 4. Avoir refusé de contresigner l'abolition des privilèges, votée le 4 août 1789, et la Déclaration des Droits de l'Homme et du Citoyen, votée le 26 août 1789 ;
- 5. Avoir tenté de corrompre certains députés de l'Assemblée constituante, notamment Mirabeau[11] ;
- 7. Avoir fui à Varennes le 21 juin 1791 et avoir ordonné le massacre du peuple demandant la fin de la monarchie réuni au Champ-de-Mars le 17 juillet 1791 ;
- 8. Avoir accepté tacitement la convention de Pilnitz d'août 1791, prévoyant le retour de la monarchie absolue en France par intervention militaire des autres puissances européennes ;
- 15. Avoir accepté de même l'existence de l'armée des émigrés postée à Coblentz, et destinée à marcher sur Paris et avoir lié intelligence avec celle-ci ;
- 18. Avoir tenu un double-jeu diplomatique envers les puissances européennes, et avoir formé des alliances secrètes avec elles ;
- 25. Avoir usé du veto royal contre le décret visant les prêtres réfractaires ;
- 33. Avoir donné l'ordre de tirer sur le peuple, et avoir fait « couler le sang des Français ».

#### Interrogatoire

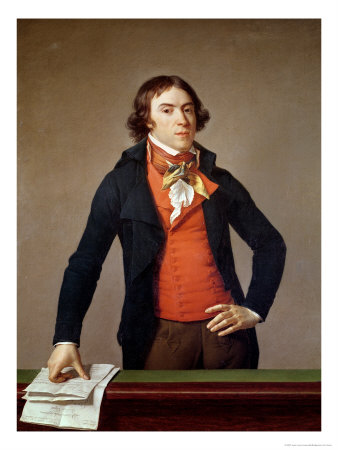
Bertrand Barère par Jean-Louis Laneuville, 1793-1794, discours sur le jugement de Louis Capet

Après que le secrétaire a donné au roi déchu lecture de l’acte d’accusation, Barère mène l'interrogatoire en reprenant chaque chef d’accusation.
Le Président : Vous êtes accusé d’avoir attenté à la souveraineté du peuple, le 20 juin 1789.
Louis : Aucune loi ne me défendait alors de faire ce que je fis à cette époque.
Le Président : Le 14 juillet 1789, la veille de la prise de la Bastille, vous avez fait marcher des troupes contre Paris ; vous avez fait répandre le sang des citoyens.
Louis : J’étais le maître de faire marcher des troupes où je voulais. Jamais mon intention n’a été de faire couler le sang.
Le Président : Vous avez longtemps éludé de faire exécuter les décrets du 4 août. Vous avez permis que, dans des orgies faites sous vos yeux, la cocarde tricolore ait été foulée aux pieds.
Louis : J’ai fait les observations que j’ai cru justes et nécessaires sur les décrets qui m’ont été présentés. Le fait est faux pour la cocarde ; jamais il ne s’est passé devant moi.
Le Président : Vous avez répandu de l’argent parmi les ouvriers du faubourg Saint-Antoine, pour les mettre dans votre parti.
Louis : Je n’avais pas de plus grand plaisir que celui de donner à ceux qui avaient besoin ; il n’y avait rien en cela qui tînt à quelque projet.
Le Président : Vous avez feint une indisposition pour aller à Saint-Cloud ou à Rambouillet, sous le prétexte de rétablir votre santé.
Louis : Cette accusation est absurde.
Le Président : Le 17 juillet, vous avez fait verser le sang des citoyens au Champ-de-Mars.
Louis : Ce qui s’est passé le 17 juillet ne peut m’être imputé.
Le Président : Vous avez payé vos gardes du corps à Coblentz ; les registres de Septeuil en font foi.
Louis : Dès que j’ai su que les gardes du corps se formaient de l’autre côté du Rhin, j’ai défendu qu’ils reçussent aucun paiement.
Le Président : Vous vous êtes tu sur le traité de Pilnitz, par lequel des rois étrangers s’étaient engagés à rétablir en France la monarchie absolue.
Louis : Je l’ai fait connaître sitôt qu’il est venu à ma connaissance. Au reste, c’est une affaire qui, d’après la constitution, regarde les ministres.
Le Président : Vous avez fait couler le sang au 10 août.
Louis : Non, monsieur ; ce n’est pas moi, je me défendrai jusqu'à la fin, ce n'est pas moi !
Le roi déchu prononce ces mots avec une véhémente indignation.
« Louis, avez-vous quelque chose à ajouter ? », lui demande le Président.
« Je demande communication des accusations que je viens d’entendre et des pièces qui y sont jointes et la facilité de choisir un conseil pour me défendre ». On lui présenta les pièces produites à l’appui de l’acte énonciatif d’accusation. Louis dit : « Je ne les reconnais pas ». Il ne reconnut pas davantage sa signature et son cachet aux armes de France au bas d’une lettre à l’évêque de Clermont, et affirma ignorer l’existence de « l’armoire de fer » aux Tuileries.
L’audience se termine alors.

### Défense de Louis XVI (26 décembre)

#### Les avocats du roi
Pour se défendre, Louis XVI a le droit d'être représenté par trois avocats. Il choisit les personnes suivantes : François Denis Tronchet, Chrétien Guillaume de Lamoignon de Malesherbes, Raymond de Sèze. La deuxième personne qu'il avait désigné pour le défendre était Guy-Jean-Baptiste Target mais celui-ci a décliné.

#### Plaidoirie de la défense
Extrait de la plaidoirie de Raymond de Sèze en faveur de Louis XVI, le 26 décembre 1792

« Citoyens représentants de la Nation, il est donc enfin arrivé ce moment où Louis accusé au nom du peuple français peut se faire entendre au milieu de ce peuple lui-même ! Il est arrivé ce moment où, entouré des conseils que l’humanité et la loi lui ont donnés, il peut présenter à la Nation une défense et développer devant elle les intentions qui l’ont toujours animé ! Citoyens je vous parlerai avec la franchise d’un homme libre : je cherche parmi vous des juges, et je n’y vois que des accusateurs ! Vous voulez prononcer sur le sort de Louis, et c’est vous mêmes qui l’accusez ! Vous voulez et vous avez déjà émis votre vœu ! Vous voulez prononcer sur le sort de Louis et vos opinions parcourent l’Europe ! Louis sera donc le seul Français pour lequel il n’existe aucune loi, ni aucune forme ! Il ne jouira ni de son ancienne condition ni de la nouvelle ! Quelle étrange et inconcevable destinée ! Français, la révolution qui vous régénère a développé en vous de grandes vertus ; mais craignez qu’elle n’ait affaibli dans vos âmes le sentiment de l’humanité, sans lequel il ne peut y en avoir que de fausses ! Entendez d’avance l’Histoire, qui redira à la renommée : « Louis était monté sur le trône à vingt ans, et à vingt ans il donna l’exemple des mœurs : il n’y porta aucune faiblesse coupable ni aucune passion corruptrice ; il fut économe, juste et sévère ; il s’y montra toujours l’ami constant du peuple. Le peuple désirait la destruction d’un impôt désastreux qui pesait sur lui, il le détruisit ; le peuple demandait l’abolition de la servitude, il commença par l’abolir lui-même dans ses domaines ; le peuple sollicitait des réformes dans la législation criminelle pour l’adoucissement du sort des accusés, il fit ces réformes ; le peuple voulait que des milliers de Français que la rigueur de nos usages avait privés jusqu’alors des droits qui appartiennent aux citoyens acquissent ces droits ou les recouvrassent, il les en fit jouir par ses lois. Le peuple voulut la liberté, il la lui donna ! Il vint même au-devant de lui par ses sacrifices, et cependant c’est au nom de ce même peuple qu’on demande aujourd’hui… » Citoyens, je n’achève pas… Je m'arrête devant l'Histoire : songez qu’elle jugera votre jugement et que le sien sera celui des siècles. »

En venant à la réfutation des chefs d’accusation, Raymond de Sèze les divisa adroitement : tenant pour nuls ceux qui étaient antérieurs à la Constitution ou qui avaient été amnistiés par elle, et ceux qui lui étaient postérieurs mais dont les ministres assumaient légalement, la responsabilité, il nia l’appel à l’étranger et déclara Louis XVI irresponsable des tractations menées par ses frères avec l’Autriche. Il nia pareillement l’envoi des subsides aux émigrés, l’accusation manquant à vrai dire de preuves formelles. Ce fut la partie la moins solide de la défense, ce qui importait d’ailleurs assez peu, les députés de la Convention ayant la conviction que Louis XVI avait pactisé avec l’ennemi.

#### Déclaration de Louis pour sa défense
Déclaration de Louis XVI pour sa défense le 26 décembre 1792

« On vient de vous exposer mes moyens de défense, je ne les renouvellerai point ! En vous parlant peut-être pour la dernière fois, je vous déclare que ma conscience ne me reproche rien, et que mes défenseurs ne vous ont dit que la vérité.

Je n’ai jamais craint que ma conduite fût examinée publiquement, mais mon cœur est déchiré de trouver dans l’acte d’accusation l’imputation d’avoir voulu répandre le sang du peuple, et surtout que les malheurs du 10 août me soient attribués.

J’avoue que les preuves multipliées que j’avais données dans tous les temps de mon amour pour le peuple, et la manière dont je m’étais toujours conduit, me paraissaient devoir prouver que je craignais peu de m’exposer pour épargner son sang, et éloigner à jamais de moi une pareille imputation. »

### Le verdict (janvier 1793)

#### Votes des députés (15-19 janvier)
Le 15 janvier 1793, à l'issue des débats, les 749 députés sont appelés nominalement, département par département, en commençant par le département de la Haute-Garonne, tiré au sort, pour répondre à deux questions :
1. Louis Capet est-il coupable de conspiration contre la liberté publique et d'attentats contre la sûreté générale de l'État, oui ou non ?
2. Le jugement de la Convention nationale contre Louis Capet sera-t-il soumis à la ratification du peuple, oui ou non ?

À la première question, 718 députés étant présents, 642 votent « oui », 32 font diverses déclarations, 3 ne répondent pas et 10 se récusent ou s'abstiennent.[réf. nécessaire]
À la seconde question, 721 députés étant présents, 286 votent « oui », 423 votent « non », et 12 se récusent ou s'abstiennent.
Le 16 et 17 janvier, les députés sont à nouveau appelés nominalement à donner leur avis sur la peine à infliger à l'accusé (en commençant cette fois par le département de la Haute-Garonne). La question du sursis est tranchée lors de la séance du 19 janvier (en commençant à nouveau par le Gers).
À la troisième question portant sur la peine, sur 721 députés étant présents, 361 votent « la mort » et 26 pour la mort sans conditions mais avec un sursis éventuel, donc 387 pour la mort sans condition ; 334 votant pour différentes sentences (détention, bannissement...). Une présentation fallacieuse a couru aussitôt opposant les 361 votent pour la mort aux 360 autres en y incluant les 34 qui s'étaient réservé de discuter sur le sursis mais voulaient eux aussi la mort. Cette présentation justifie qu'une véritable légende parle d'une voix de majorité pour insister sur l'injustice commise par la Convention. Il y eut au contraire 26 voix de majorité, ce qui ne faisait cependant pas la majorité qualifiée (des trois quarts) exigée par le code pénal de 1791 pour les peines de mort .
Le 18 janvier, après que des contestations se sont élevées sur les chiffres énoncés la veille, plusieurs députés n'étant pas d'accord avec les opinions qu'on leur attribuait, un nouvel appel nominatif aboutit exactement à la majorité simple de 361 voix. Certains ont fait remarquer que cette voix était celle du citoyen Philippe-Egalité, ci-devant duc d'Orléans, le cousin du roi - pourquoi distinguer Philippe Egalité, il s'agit là d'une interprétation qui n'a aucun sens historique. On y ajouta, logiquement!, les 26 voix de ceux qui, tout étant pour la mort, avaient demandé que le sursis soit examiné en fonction de l'intérêt public. Ce qui aboutit à une majorité de 387 voix sur 721 votants pour condamner à mort le monarque déchu. Sur les 721 députés présents, 361 votent la mort et 26 pour la mort sous réserve d'examiner la possibilité d'un sursis à exécution (amendement Mailhe) : « Je ferai une observation. Si la mort a une majorité, je pense qu'il serait digne de la Convention nationale d'examiner s'il ne serait pas politique et utile de presser ou de retarder le moment de l'exécution ») — sursis à exécution qui pouvait être une tentative déguisée de sauver l'ancien roi en espérant un retournement de situation et en repoussant donc l'exécution de la sentence à jamais. Le vote, commencé le 18 janvier à 10 h 30, ne s'achève que le 19 janvier à deux heures du matin. L'amendement est rejeté par 370 voix contre 310, et 10 abstentions.
L'accusé est donc condamné à mort, le sursis temporaire à l'exécution de la peine n'étant pas retenu.

## Dernière journée de Louis

### Annonce du verdict au condamné (20 janvier)
Vers deux heures de l'après-midi, en cette journée du 20 janvier, la Convention envoie à la maison du Temple une délégation chargée de notifier le verdict et le rejet du sursis au condamné, ce qui explique le délai de ces deux jours. Ladite délégation est conduite par Dominique Joseph Garat, ministre de la Justice. Il est accompagné par Jacques-René Hébert, substitut du procureur de la Commune, et par Chrétien Guillaume de Lamoignon de Malesherbes, avocat du roi.
Les voyant arriver, le roi déchu remarque les sanglots de son avocat. Avant même l'énoncé du verdict, il lui déclare : « Je m'attendais à ce que vos larmes m'apprennent ; remettez-vous, mon cher Malesherbes. »
Garat lui énonce le verdict et précise aussitôt que la sentence sera mise en œuvre dans les vingt-quatre heures. À la surprise de tous, l'ancien roi reste impassible. Hébert, qui l'a jusqu'alors toujours méprisé et insulté dans ses articles du Le Père Duchesne, écrira plus tard[Quand ?] : « Il écouta avec un sang-froid rare la lecture du jugement. Il eut tant d'onction, de dignité, de noblesse, de grandeur dans son maintien et ses paroles, que je ne pus y tenir. Des pleurs de rage vinrent mouiller mes paupières. Il avait dans ses regards et dans ses manières quelque chose de visiblement surnaturel à l'homme. Je me retirai, voulant retenir des larmes qui coulaient malgré moi et bien résolu de finir là mon ministère. »

### Requêtes de Louis et réponse de la Convention (20 janvier)
Après avoir écouté le verdict le condamnant à la guillotine, Louis XVI formule oralement quelques requêtes : il demande trois jours de délai avant l'exécution pour mieux se préparer à mourir, demande que l'on fasse venir auprès de lui l'abbé Henri Edgeworth de Firmont, que l'on diminue sa surveillance, que sa famille vienne le voir une dernière fois « librement et sans témoin », et enfin que la nation prenne soin de ses proches.

Puis il rédige une lettre à la Convention en ces termes : 

« Je demande un délai de trois jours pour pouvoir me preparer a paraitre devant la presence de Dieu. Je demande pour cela de pouvoir voir librement la personne que j'indiquerai aux Commissaires de la Commune, et que cette personne soit a l'abri de toutte inquietude et de toutte crainte pour cet Acte de Charité qu'elle remplira aupres de moi. je demande d'estre delivré de la surveillance perpetuelle que le Conseil General a etabli depuis quelques jours.

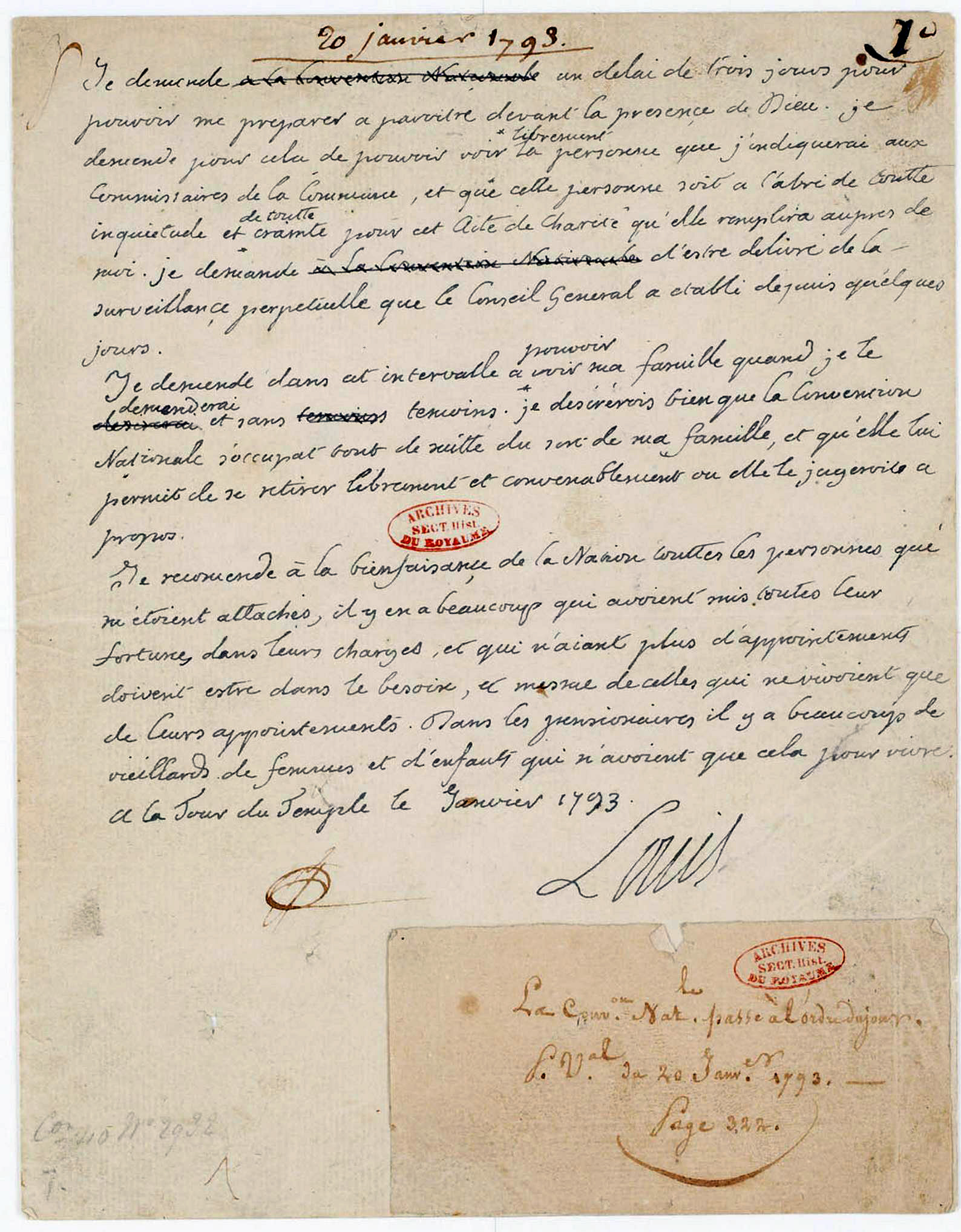
Lettre autographe signée de Louis XVI datant du 20 janvier 1793 – Archives Nationales, AE-II-1338.

Je demande dans cet intervalle a pouvoir voir ma famille quand je le demanderai et sans temoins. je désirerois bien que la Convention Nationale s'occupat tout de suitte du sort de ma famille, et qu'elle lui permit de se retirer librement et convenablement ou elle le jugerait a propos.
Je recomende a la bienfaisance de la Nation touttes les personnes qui m'etoient attachés, il y en a beaucoup qui avoient mis toutes leur fortune dans leurs charges, et qui n'aiant plus d'appointements doivent estre dans le besoin, et mesme de celles qui ne vivoient que de leurs appointements. Dans les pensionaires il y a beaucoup de vieillards, de femmes et d'enfants qui n'avoient que cela pour vivre.
a la Tour du Temple le Janvier 1793
[signé] Louis »

La délégation se retire, puis revient[Quand ?] donner la réponse de la Convention : toutes les requêtes sont accordées, sauf le délai de trois jours.
Il est alors 18 heures. La délégation se retire définitivement.
Le lendemain, 21 janvier 1793 a lieu l'exécution de l'ancien roi.

#### Ouvrages généraux
- Marc Bouloiseau, Nouvelle histoire de la France contemporaine, t. 2 : La République jacobine (10 août 1792-9 thermidor an II), Paris, Le Seuil, coll. « Points histoire » (no 102), 1972, 290 p. (ISBN 2-02-000653-7, présentation en ligne), « Le procès du roi et l'exécution « sacrilège » », p. 63–67.
- Michel Biard, Philippe Bourdin et Silvia Marzagalli, Révolution, Consulat, Empire : 1789-1815, Paris, Belin, coll. « Histoire de France » (no 9), 2009, 715 p. (ISBN 978-2-7011-3366-9, présentation en ligne).
- Loris Chavanette, Les Grandes Décisions de l'Histoire de France, Paris, Perrin, 2018, 416 p.

#### Études historiques sur le procès
- Claude Goyard (dir), Le Bicentenaire du procès du roi, Actes du colloque de Paris, Sénat, 8 janvier 1993, Palais de justice, 9 janvier 1993, F. X. de Guibert, 1993.
- Albert Soboul, Le Procès de Louis XVI, Paris, Julliard, coll. « Archives » (no 19), 1966, 272 p. Édition revue : Albert Soboul, Le Procès de Louis XVI, Paris, Gallimard, coll. « Folio. Histoire » (no 236), 2014, 387 p. (ISBN 978-2-07-045686-4).
- Jacques-Philippe Giboury, Dictionnaire des régicides, Paris, Perrin, 1989
- Jean-Clément Martin, L'Exécution du roi, 21 janvier 1793 : la France entre République et Révolution, Paris, Perrin, 2021, 411 p. (ISBN 978-2-262-06988-9, présentation en ligne), [présentation en ligne], [présentation en ligne].